# Carnaxide
Carnaxide – parafia (freguesia) Oeiras, w Portugalii. W 2011 zamieszkiwało ją 25 911 mieszkańców, na obszarze 6,63 km².